# Pontes scholengroep
Pontes scholengroep is een Nederlandse Middelbare Scholengemeenschap van openbare scholen voor vmbo, havo, vwo, gymnasium, praktijkonderwijs en mavo in Goes en Zierikzee.

## Fusie
De scholengroep is op 1 september 1999 ontstaan uit een fusie van de Groot Stelle, het Goese Lyceum en het Pieter Zeeman college. De groep kreeg als nieuwe naam Pontes. Dat is Latijn voor bruggen en verwijst zowel letterlijk naar de Zeelandbrug die beide plaatsen van vestiging verbindt, als symbolisch naar de school als schakel tussen jongeren en de toekomst. In Zeeland is Pontes de enige organisatie die alle opleidingsvormen van middelbaar onderwijs biedt.

## Scholen
De scholengroep kent twee scholen:
Het Goese Lyceum
- Locatie Bergweg 
  - Opleidingen: vmbo-bkg
- Locatie Oranjeweg 
  - Opleidingen: mavo, havo, vwo en gymnasium

Pontes Pieter Zeeman
- Pieter Zeeman
  - Opleidingen: pro, vmbo, mavo, havo en vwo
- Pontes Praktijkschool Zierikzee 
  - Opleidingen: vmbo

## Geschiedenis
Enkele scholen die behoren tot de Pontes scholengroep kennen een langdurige geschiedenis.

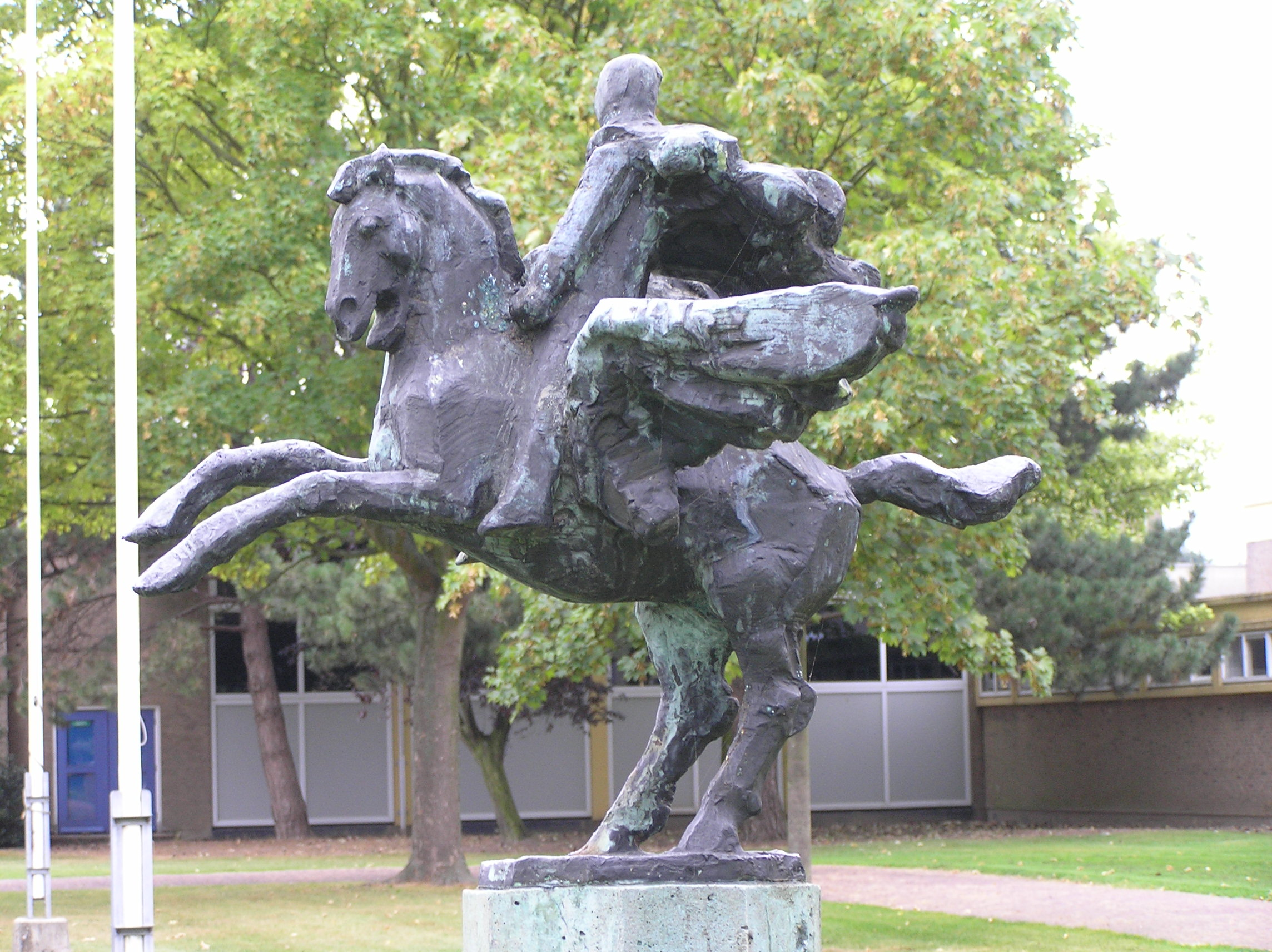
Standbeeld Pegasus ter ere van 100 jaar Goese Lyceum

### Het Goese Lyceum

#### Het Goese Lyceum
Het Goese Lyceum is het oudste onderdeel. Op initiatief van minister Johan Rudolph Thorbecke werd in 1865 de hbs opgericht. In 1946 breidde deze uit met een gymnasium. In 1986 kwam er de mavo bij door fusie met de Burgemeester Van Dusseldorpschool, die zelf opgericht werd in 1939 en vernoemd naar de toenmalige burgemeester van Goes.
In 1966, ter gelegenheid van de viering van 100 jaar Goese Lyceum, werd een standbeeld onthuld: Pegasus, van beeldhouwer Frank Letterie.

In 1990 werd een boek uitgegeven met de geschiedenis van de school tot dan: "Geleerdheid grijnst van alle kanten: Van Hogere burgerschool tot het Goese Lyceum, 1865-1990".

#### Groot Stelle
De geschiedenis van de Groot Stelle (nu locatie Bergweg) gaat terug tot 1876: toen werd te Goes de Ambachtsschool opgericht. In 1926 vierde deze school haar 50-jarige bestaan. En in 1976 werd een boek uitgegeven ter gelegenheid van het 100-jarig bestaan van de school: "100 jaar Ambachtsschool Goes 1876-1976". Groot Stelle ontstond uit een fusie van de Ambachtsschool en de vakschool.

### Pieter Zeeman
Pieter Zeeman te Zierikzee is op haar beurt een fusieschool van Professor Zeeman en Scholengemeenschap Schouwen-Duiveland. De naam verwijst naar Pieter Zeeman, winnaar van de Nobelprijs voor de Natuurkunde in 1902. Zeeman ging vanaf 1877 naar de Hogereburgerschool te Zierikzee en deed er eindexamen in 1882.

#### Rijksscholengemeenschap Professor Zeeman
De oudste bronnen over onderwijs te Zierikzee gaan terug tot het begin van de 14e eeuw. In 1849 werd de reeds bestaande Latijnse school omgevormd tot een Stedelijk Gymnasium. Door de slechte economische omstandigheden daalde het aantal leerlingen zienderogen. In 1865 werd het Stedelijk Gymnasium terug omgevormd tot een Latijnse school. Deze werd ten slotte op 17 augustus 1880 definitief opgeheven. De gemeenteraad had intussen op 21 december 1868 het besluit genomen om naast de bestaande school een nieuwe Hogereburgerschool op te richten. In september 1869 ging deze effectief van start, samen met een Burgeravondschool (deze werd in 1904 opgenomen in de Ambachtsschool). De HBS startte met 48 leerlingen en 10 leraren. In 1879 werden voor het eerst meisjes toegelaten; in 1890 zou het eerste meisje afstuderen.
In 1946 werd de school hervormd tot een Rijks HBS met een Gemeentelijke gymnasiale afdeling. Het geheel kreeg de naam Zierikzees Lyceum. In 1955 werd deze naam gewijzigd in Professor Zeemanlyceum. De Gemeentelijke gymnasiale afdeling kende echter weinig succes en werd daarom in 1967 terug opgeheven. In 1968 werd het Professor Zeemanlyceum opnieuw hervormd, ditmaal als gevolg van de Mammoetwet. Samen met de openbare ULO kreeg het de naam Rijksscholengemeenschap Professor Zeeman en bood de opleidingen atheneum, HAVO en MAVO.

#### Scholengemeenschap Schouwen-Duiveland
Op 19 januari 1881 werd te Zierikzee een openbare vergadering georganiseerd rond de oprichting van een Ambachtsschool. Alle geïnteresseerden werden daarop uitgenodigd. Op 22 maart 1881 volgde een officiële oprichtingsvergadering. Begin 1883 ging de Ambachtsschool effectief van start. In 1886 kregen de eerste twee leerlingen een volledig diploma.
In 1917 werd de school een regionale school en gingen de omliggende gemeenten meebetalen. De naam werd daarom gewijzigd tot Vereniging Ambachtsschool voor Schouwen-Duiveland te Zierikzee. In 1973 werd de naam Vereniging Technische School voor Schouwen-Duiveland.
In 1983 werd ter gelegenheid van het 100-jarig bestaan van de school een boek uitgegeven: 100 jaar technisch onderwijs op Schouwen-Duiveland.

## Bekende (oud-)leerlingen

#### Pontes Pieter Zeeman
- Laura Dekker
- Robbert Lievense
- Bertie Steur
- Ella Vogelaar

#### Pontes Het Goese Lyceum
- Manoj Kamps

## Varia
- In 2012 kregen verschillende richtingen van meerdere locaties van de scholengroep een doorlichting door de Inspectie van het Onderwijs. Alle werden positief beoordeeld.[13]
- Pontes scholengroep telt minder vroegtijdige schoolverlaters dan het landelijke gemiddelde: 1,3% in het schooljaar 2010-2011, tegenover 3% nationaal.[14]